# Kasimir († vor 1281)
Kasimir, auch Kasimir III. oder Kasimir der Jüngere († vor 1281) war Kastellan von Kolberg. Er war der letzte Angehörige  der Swantiboriden, einer Nebenlinie des im Herzogtum Pommern herrschenden Greifenhauses.
Kasimir war der einzig bekannte Sohn des Swantibor, Kastellans von Kolberg. Kasimirs Urgroßvater war Wartislaw Swantiboricz, der Stifter des Klosters Kolbatz.
Kasimir taucht in pommerschen Urkunden des 13. Jahrhunderts auf. Erstmals wurde er in einer Urkunde seines Vaters Swantibor aus dem Jahre 1242 genannt, mit der dieser dem Kloster Kolbatz seinen verbliebenen Besitz im Land Kolbatz übertrug. In einer Urkunde Herzog Barnims I. aus dem Jahre 1244, mit der der Herzog eine Schenkung Swantibors an das Kloster Kolbatz bestätigte, steht Kasimir nach seinem Vater Swantibor an der Spitze der Zeugenreihe. Das letzte Lebenszeichen Kasimirs ist eine Urkunde von 1274, mit der er dem Kloster Kolbatz alle von ihm, seinen Vorfahren und weiteren Verwandten geschenkten Besitzungen bestätigte. In einer Urkunde von 1281 ist er als Verstorbener genannt; vermutlich starb er auf einer Wallfahrt ins Heilige Land.
Kasimir war wie sein Vater Kastellan von Kolberg. Mit seinem Tode ist die Nebenlinie der Swantiboriden erloschen.
Seine Witwe Miroslawa war 1281 mit dem Ritter Johann Ramel verheiratet.
Die Zählung der Angehörigen des Greifenhauses ist seit jeher verwickelt. Von alters her herrscht hier eine Ungleichheit, die manche Verwirrung hervorruft. Die modernere Vorgehensweise zählt grundsätzlich nur die ins Erwachsenenalter gelangten Angehörigen des engeren Greifenhauses. Danach erhält dieser Kasimir als Angehöriger der Nebenlinie der Swantiboriden keine Nummer. Zählt man hingegen auch die Angehörigen von Nebenlinien mit, so kann sich die Zählung als Kasimir III. ergeben, wie sie sich bei Theodor Pyl in der Allgemeinen Deutschen Biographie (1896) findet; freilich bleibt auch dann der Großvater Kasimir († um 1220) ohne Nummer. Zur Unterscheidung zu seinem gleichnamigen Großvater wird dieser Kasimir auch Kasimir der Jüngere genannt.